# Øyvind Hoås
Øyvind Hoås (Molde, 28 ottobre 1983) è un ex calciatore norvegese, di ruolo attaccante.

## Carriera

### Club

#### Molde
Hoås ha iniziato a giocare a calcio professionistico nel Molde, debuttando nell'Eliteserien in data 26 aprile 2003: ha sostituito infatti Magne Hoseth nella partita persa per 2-0 in casa del Bodø/Glimt. Il 13 maggio dello stesso anno, ha realizzato la sua prima rete con la maglia del Molde, siglando il gol del momentaneo 0-2 in casa dell'Averøykameratene nell'edizione stagionale del Norgesmesterskapet. Inoltre, nella stessa stagione, ha effettuato il suo debutto nelle competizioni europee per club, giocando nella partita di Coppa UEFA 2003-2004 tra Molde e KÍ Klaksvík, vinta dalla sua squadra per 2-0. La prima rete nella massima divisione norvegese è stato datata 6 giugno 2004, quando è andato a segno nel pareggio per 1-1 contro il Sogndal.

#### Fredrikstad
Nel 2005, è stato ingaggiato dal Fredrikstad. Ha esordito nel nuovo club il 10 aprile 2005, nel pareggio per 1-1 contro il Lyn Oslo. Otto giorni dopo, ha realizzato la prima rete per il Fredrikstad, contribuendo al successo per 2-1 sul Viking. Il 12 novembre 2006, ha sostituito Raymond Kvisvik a pochi minuti dalla conclusione della finale del Norgesmesterskapet 2006, vinta dal Fredrikstad sul Sandefjord per 3-0.

#### Sarpsborg 08
Nel 2008, è stato ingaggiato dal Sarpsborg 08: ha debuttato il 4 maggio 2008 nella vittoria per 2-1 sull'Haugesund. Il 25 maggio ha segnato la prima rete per il nuovo club, ai danni del Moss, sebbene inutile ai fini del risultato (il Sarpsborg è stato infatti sconfitto per 1-2).

#### Hønefoss
Il 25 luglio 2013 ha firmato un contratto di tre anni e mezzo con l'Hønefoss. Ha esordito in squadra il 28 luglio, subentrando ad Alexander Mathisen nella sconfitta per 6-1 sul campo dello Strømsgodset. In vista del campionato 2014, che l'Hønefoss avrebbe affrontato in 1. divisjon a seguito della retrocessione dell'anno precedente, ha cambiato numero di maglia e ha scelto l'11. Il 3 agosto 2014 ha siglato la prima rete in squadra, nella sconfitta per 3-2 sul campo del Bryne.

#### Kristiansund
Il 22 luglio 2015 è passato ufficialmente al Kristiansund, a cui si è legato con un contratto valido per il successivo anno e mezzo. Agli inizi del 2016, ha annunciato il ritiro dal calcio professionistico a causa di un infortunio al collo che lo tormentava dall'estate precedente.

### Nazionale
Hoås ha esordito con la Norvegia under 21 il 17 febbraio 2004, giocando da titolare contro la Spagna under 21: gli iberici si sono imposti però per 2-1. Il 28 aprile dello stesso anno, è stato l'autore della marcatura che ha permesso alla Norvegia di battere per 1-0 la Russia under 21.

## Statistiche

### Presenze e reti nei club
Statistiche aggiornate al 2 dicembre 2015.
| Stagione            | Club                | Campionato          | Campionato | Campionato | Coppe nazionali | Coppe nazionali | Coppe nazionali | Coppe continentali | Coppe continentali | Coppe continentali | Supercoppe | Supercoppe | Supercoppe | Totale | Totale |
| Stagione            | Club                | Comp                | Pres       | Reti       | Comp            | Pres            | Reti            | Comp               | Pres               | Reti               | Comp       | Pres       | Reti       | Pres   | Reti   |
| ------------------- | ------------------- | ------------------- | ---------- | ---------- | --------------- | --------------- | --------------- | ------------------ | ------------------ | ------------------ | ---------- | ---------- | ---------- | ------ | ------ |
| 2003                | Molde               | ES                  | 4          | 0          | CN              | 1               | 1               | CU                 | 1                  | 0                  | -          | -          | -          | 6      | 1      |
| 2004                | Molde               | ES                  | 17         | 2          | CN              | 3               | 4               | -                  | -                  | -                  | -          | -          | -          | 20     | 6      |
| Totale Molde        | Totale Molde        | Totale Molde        | 21         | 2          |                 | 7               | 4               |                    | 1                  | 0                  |            | -          | -          | 29     | 6      |
| 2005                | Fredrikstad         | ES                  | 22         | 4          | CN              | 3               | 2               | -                  | -                  | -                  | -          | -          | -          | 25     | 6      |
| 2006                | Fredrikstad         | ES                  | 17         | 1          | CN              | 4               | 2               | -                  | -                  | -                  | -          | -          | -          | 21     | 3      |
| 2007                | Fredrikstad         | ES                  | 8          | 1          | CN              | 3               | 2               | CU                 | 1                  | 0                  | -          | -          | -          | 12     | 3      |
| Totale Fredrikstad  | Totale Fredrikstad  | Totale Fredrikstad  | 47         | 6          |                 | 10              | 6               |                    | 1                  | 0                  |            | -          | -          | 58     | 13     |
| 2008                | Sarpsborg 08        | 1D                  | 19         | 6          | CN              | 1               | 1               | -                  | -                  | -                  | -          | -          | -          | 20     | 7      |
| 2009                | Sarpsborg 08        | 1D                  | 28+3       | 10+2       | CN              | 0               | 0               | -                  | -                  | -                  | -          | -          | -          | 31     | 12     |
| 2010                | Sarpsborg 08        | 1D                  | 22         | 8          | CN              | 1               | 0               | -                  | -                  | -                  | -          | -          | -          | 23     | 8      |
| 2011                | Sarpsborg 08        | ES                  | 23         | 6          | CN              | 2               | 0               | -                  | -                  | -                  | -          | -          | -          | 25     | 6      |
| 2012                | Sarpsborg 08        | 1D                  | 28         | 13         | CN              | 2               | 1               | -                  | -                  | -                  | -          | -          | -          | 30     | 14     |
| gen.-lug. 2013      | Sarpsborg 08        | ES                  | 9          | 1          | CN              | 1               | 0               | -                  | -                  | -                  | -          | -          | -          | 10     | 1      |
| Totale Sarpsborg 08 | Totale Sarpsborg 08 | Totale Sarpsborg 08 | 132        | 46         |                 | 7               | 2               |                    | -                  | -                  |            | -          | -          | 139    | 48     |
| lug.-dic. 2013      | Hønefoss            | ES                  | 9          | 0          | CN              | -               | -               | -                  | -                  | -                  | -          | -          | -          | 9      | 0      |
| 2014                | Hønefoss            | 1D                  | 18         | 3          | CN              | 1               | 0               | -                  | -                  | -                  | -          | -          | -          | 19     | 3      |
| 2015                | Hønefoss            | 1D                  | 11         | 0          | CN              | 1               | 0               | -                  | -                  | -                  | -          | -          | -          | 12     | 0      |
| Totale Hønefoss     | Totale Hønefoss     | Totale Hønefoss     | 38         | 3          |                 | 2               | 0               |                    | -                  | -                  |            | -          | -          | 40     | 3      |
| lug.-dic. 2015      | Kristiansund        | 1D                  | 4          | 0          | CN              | -               | -               | -                  | -                  | -                  | -          | -          | -          | 4      | 0      |
| Totale              | Totale              | Totale              | 242        | 57         |                 | 26              | 12              |                    | 2                  | 0                  |            | -          | -          | 270    | 69     |

## Palmarès
- Coppa di Norvegia: 1

Fredrikstad: 2006